# Кьолнска катедрала
Кьолнската катедрала „Свети Петър и Света Мария“ (на немски: Kölner Dom, официално Hohe Domkirche St. Peter und Maria) е сред най-известните готически катедрали.
През 1996 г. катедралата е включена в списъка на световното културно и природно наследство на ЮНЕСКО. Днес тя е посещавана годишно от милиони вярващи и туристи от цял свят и е сред символите на средновековната църковна архитектура.
Нейното строителство трае от 1248 до 1437 г., както и на по-късен етап от 1842 до 1880 г. В периода от 1880 до 1884 г. тя, със своите 157 m, е най-високата сграда в света. Днес е втората по височина църква в Германия (след катедралата в Улм). Централен храм е на римокатолическата Кьолнска архиепископска епархия.
Построена е на мястото на старата каролингска катедрала на града, осветена през 873 г., която се е намирала върху основите на раннохристиянски храм. Кьолн през Средновековието е бил един от най-богатите и политически могъщи градове в Свещената римска империя. През 1164 г. кьолнският архиепископ Райналд фон Дасел триумфално влиза с мощите на Тримата влъхви в Кьолн, които преди това се съхранявали в един от миланските манастири. Райналд фон Дасел ги получава от император Фридрих I Барбароса, като по този начин императорът се отблагодарил на архиепископа за военната помощ, която му осигурил при завладяването на Милано при Италианския поход. За тях е изготвен специален саркофаг от злато, сребро и скъпоценни камъни. Като пазител на реликвите Кьолн придобива висок ранг в западнохристиянския свят. През 1248 г., когато архиепископът на Кьолн Конрад фон Хохщаден поставя първия камък в основите на подобаваща за прочутите си реликви катедрала, започва един от най-дългите строежи в европейското строителство, завършен през 1880 г.

## История

### Античен период
Когато строителството на настоящата катедрала започва през 1248 г., мястото вече е било заето от няколко сгради, най-ранната от които може да е била хранилище за зърно, евентуално наследено от римски храм, построен от Меркурий Август. От 4 в. мястото е било заето от християнски сгради, сред които квадратна сграда, известна като „най-старата катедрала“ и поръчана от Матернус, първият християнски епископ на Кьолн. Открита е свободно стоящ баптистерий от 6 в., разположен в източния край на катедралата. Баптистерият е разрушен през 9 в., за да се издигне старата катедрала. Сега са останали само руините на баптистерия и осмоъгълният църковен купел (място за светена вода).
Втората църква, т. нар. „Стара катедрала“, е била завършена през 818 г. Била е опустошена от пожар на 30 април 1248 г., по време на разрушаване при подготовка за новата църква.

### Средновековие
През 1164 г. архиепископът на Кьолн Реналд фон Дюсел получава мощите на тримата влъхви, които свещеният римски император Фредерик Барбароса взима от базиликата Свети Есторгио в Милано, Италия (части от мощите по-късно са върнати в Милано). Мощите имат огромно религиозно значение и привличат поклонници от всички краища на християнския свят. За тяхното съхранение се започва ново строителство, в модерния за времето готически стил, подобно на катедралата „Света Богородица“ в Амиен, Франция.
С настъпването през 19 век на романтичния ентусиазъм към Средновековието и подтиквани от откриването на първоначалния план за фасадата, е решено, с подкрепата на протестантския пруски двор, катедралата да бъде завършена. Това е постигнато чрез усилие на зараждащото се гражданско общество и по-специално на Общността на катедралните архитекти, основана през 1842 г., която събира две трети от необходимите разходи, докато пруската държава предоставя останалата една трета. Държавата вижда в това начин за подобряване на отношенията си с големия брой католически поданици, които печели през 1815 г.
Строителните работи се възобновяват през 1842 г., базирани на първоначалния дизайн от оцелелите средновековни планове и чертежи, но като се използват по-съвременни строителни техники, включително железни покривни подпори. Корабната част е завършена и са добавени кулите. Камбаните са монтирани през 1870 г.
Завършването на строителството на най-голямата катедрала в Германия се отпразнува като национално събитие на 14 август 1880 г. – 632 години след като е започнато. На тържеството присъства и император Вилхелм I.

### Най-ново време
Катедралата, която е в непосредствена близост до централната железопътна гара, претърпява 14 удара от въздушни бомбардировки по време на Втората световна война. Въпреки това остава цяла на фона на иначе сринатия град. Големите 2 кули са били използвани в по-късните години на войната като лесно разпознаваема навигационна забележителност от съюзническите самолети, навлезли дълбоко в Германия, което може да е сред причините катедралата да не бъде разрушена.
Ремонтът на сградата е завършен през 1956 г. През 1944 г. в основата на северозападната кула е извършен авариен ремонт, като са използвани тухли с лошо качество, взети от близки руини, а тази част е оставена видима като спомен от войната. През 2005 г. е взето решение кулата да бъде възстановена в първоначалния ѝ вид.
Ремонти и поддръжка непрекъснато се извършват в някои част на сградата, която рядко е изцяло без скеле, тъй като атмосферните условия бавно разяждат камъните. Половината от разходите за ремонт и поддръжка все още се поемат от Общността на катедралните архитекти.
На 25 август 2007 г. катедралата получава нов стъклопис с големина 113 m² в южния трансепт. Стъклописът е дело на германския художник Герхард Рихтер и се състои от 11 500 идентични по размер парчета от цветно стъкло. След загубата на оригиналния прозорец през Втората световна война, на неговото място е бил поставен временно такъв от обикновено стъкло.
- Изглед от птичи поглед.
- Изглед от юг.
- Екстериор на една от кулите.
- Главният вход с декорация от 19 в.

- Източна страна.
- Централен кораб.
- Интериорът в източния край на катедралата.
- Органът, поставен през 1998 г. в чест на 750-годишнината на катедралата.